# كأس الاتحاد الكوري الجنوبي 2001
كأس الاتحاد الكوري الجنوبي 2001 (هانغل: FA컵 2001) هو موسم من كأس الاتحاد الكوري الجنوبي. فاز فيه دايجون هانا سيتزن.